# Otimização da taxa de conversão

Um vendedor quer otimizar a taxa de conversão de “viu o anúncio” para “clicou no anúncio”, além da taxa de conversão de “clicou no anúncio” para “comprou o produto”

No marketing digital, otimização de conversão, ou otimização da taxa de conversão (em inglês, conversion rate optimization, ou CRO) é um conjunto de técnicas e práticas para aumentar a porcentagem de visitantes de um site que se transformam, ou convertem, em clientes ou, de forma geral, completam qualquer ação desejada em uma página, um site ou aplicativo.

## História
A otimização de taxa de conversão online (ou otimização de websites) nasceu da necessidade de melhorar a performance de websites no período logo depois do estouro da Bolha da Internet, quando empresas de tecnologia começaram a ficar mais atentas quanto aos seus gastos, investindo mais em análises de website. Depois do estouro, a criação de sites se tornou mais acessível, resultando em diversas páginas com experiência do usuário ruim. Por causa disso, a competição cresceu na internet durante o início dos anos 2000, e ferramentas de análise online e usabilidade permitiram que profissionais de marketing passassem a criar maneiras de estudar dados de seus sites e melhorar suas táticas para impulsionar a experiência do usuário.
Em 2004, novas ferramentas permitiram que profissionais de marketing experimentassem alternativas ao design de websites e variações de conteúdo para determinar quais layouts, textos, ofertas e imagens trazem melhor performance. Testes passaram a ser mais acessíveis e conhecidos. Essa forma de otimização se acelerou em 2007 com a introdução da ferramenta gratuita Google Website Optimizer. Hoje, otimização e conversão são aspectos-chave de muitas campanhas de marketing. Uma pesquisa conduzida entre profissionais de marketing digital em 2014, por exemplo, mostrou que 59% dos entrevistados viam o CRO como “crucial para a estratégia geral de marketing”.
A otimização da taxa de conversão possui muitos princípios do marketing direto, abordagem que utiliza monitoramento, testes e melhoria constante. O marketing direto foi popularizado no início do século XX e baseou a criação de grupos como a “Direct Marketing Association”, iniciada em 1917.
Assim como a otimização da taxa de conversão atual, profissionais de marketing direto também aplicam testes A/B, acompanhamento responsivo e teste de audiência para otimizar mensagens de marketing offline.

## Metodologia
A otimização da taxa de conversão procura aumentar a porcentagem de visitantes ao website que completam uma ação específica (preenchimento de um formulário, realização de uma compra, pedido de um orçamento, etc) por meio de testes de versões diferentes de uma página ou processo. Ao fazer isso, negócios são capazes de gerar mais "leads" e mais vendas sem investir mais dinheiro na geração de tráfego, dessa forma aumentando o ROI (Retorno Sobre o Investimento) do marketing e lucro em geral.
A Significância Estatística ajuda a entender que o resultado de um teste não é alcançado apenas por uma coincidência do acaso.
Existem muitas abordagens na otimização da taxa de conversão com duas principais escolas de pensamento prevalecendo nos últimos anos. Uma delas é mais focada nos testes para descobrir a melhor forma de aumentar a taxa de conversão de um site, campanha ou landing page. A outra escola é mais focada na fase pré-teste do processo de otimização. Nessa segunda abordagem, a empresa de otimização vai investir um tempo considerável para entender a audiência para então criar uma mensagem que apele para aquele tipo de usuário. Só então inicia-se o processo de testes para aumentar as taxas de conversão.

## Cálculo da taxa de conversão
A taxa de conversão é definida pela porcentagem de visitantes que completam uma tarefa, determinada pela empresa dona da interface. É calculada pelo número total de conversões dividido pelo total de pessoas que visitaram o site.
{\displaystyle \mathrm {Conversion\ rate} ={\frac {\mathrm {Conversions} }{\mathrm {Number\ of\ visitors} }}}{\displaystyle \mathrm {Conversion\ rate} ={\frac {\mathrm {Conversions} }{\mathrm {Number\ of\ visitors} }}}{\displaystyle {\displaystyle \mathrm {Conversion\ rate} ={\frac {\mathrm {Conversions} }{\mathrm {Number\ of\ visitors} }}}x100}
Taxa de conversão é igual a número de conversões dividido por número de visitantes vezes cem.
Por exemplo: Seu site recebe 100 visitantes em um dia e 15 deles se inscrevem na sua newsletter (conversão escolhida). Sua taxa de conversão é 15% naquele dia.